# Contea di Fulton (New York)
La contea di Fulton (in inglese Fulton County) è una contea dell'area centro-settentrionale dello Stato di New York negli Stati Uniti. Il capoluogo è Johnstown.

## Geografia fisica
La contea si trova nel centro-est dello Stato. La parte settentrionale del territorio ricade nella Adirondack Forest Preserve, che ha lo scopo di proteggere la natura dei monti Adirondack e dell'area limitrofa. Il territorio è prevalentemente montuoso a settentrione e digrada verso sud. La maggior parte dell'area nord-orientale e occupata dal lago Great Sacandaga nato dallo sbarrarramento del fiume Sacandaga dalla diga di Conklingville nella contea di Saratoga.
L'area settentrionale è ricca di laghi. Tra questi i principali sono: Spectacle, Pleasant, Peck, Canada e Caroga. Il territorio centro-occidentale è drenato in larga parte da affluenti del fiume Mohawk. Parte del confine occidentale è segnato dall'East Canada Creek. Nell'area centrale scorre il Caroga Creek. Più della metà della contea è parte dell'Adirondack Park.

### Contee confinanti
- Contea di Hamilton - nord
- Contea di Saratoga - est
- Contea di Montgomery - sud
- Contea di Herkimer - ovest

## Storia
I primi abitanti del territorio della contea furono i nativi della confederazione irochese. Quando furono istituite le Province di New York nel 1683,l'area dell'attuale contea faceva parte della contea di Albany.
Prima della creazione della contea, l'area era popolata dai nativi Mohawk. La contea fu creata nel 1838 da parte della contea di Montgomery. Assunse questo nome in onore dell'inventore Robert Fulton.

## Comuni[3]
- Bleecker - town
- Broadalbin - town
- Caroga - town
- Dolgeville - village
- Ephratah - town
- Gloversville - city
- Johnstown (capoluogo) - city
- Mayfield - town
- Northampton - town
- Northville - village
- Oppenheim - town
- Perth - town
- Stratford - town